# Knoxville, Tennessee
Knoxville, Tennessee là một thành phố thuộc quận, tiểu bang Tennessee, Hoa Kỳ. Đây là thành phố lớn thứ 3 bang này, sau Memphis và Nashville. Thành phố có diện tích km², dân số thời điểm năm 2000 theo điều tra của Cục điều tra dân số Hoa Kỳ là 173.890 người, ước tính năm 2007 dân số là 183.546 người . Knoxville là thành phố chính của vùng đô thị Knoxville với dân số 655.400 người, và vùng đô thị này là trung tâm của vùng thống kê phối hợp Knoxville-Sevierville-La Follette với dân số 1.029.155 người.